# Пембервік (Коннектикут)
Пембервік (англ. Pemberwick) — переписна місцевість (CDP) в США, в окрузі Ферфілд штату Коннектикут. Населення — 3899 осіб (2020).

## Географія
Пембервік розташований за координатами 41°1′22″ пн. ш. 73°39′28″ зх. д. / 41.02278° пн. ш. 73.65778° зх. д. (41.022699, -73.657649).  За даними Бюро перепису населення США в 2010 році переписна місцевість мала площу 1,80 км², з яких 1,75 км² — суходіл та 0,04 км² — водойми.

## Демографія
Згідно з переписом 2010 року, у переписній місцевості мешкало 3680 осіб у 1487 домогосподарствах у складі 995 родин. Густота населення становила 2050 осіб/км².  Було 1632 помешкання (909/км²).
Расовий склад населення:
| - 85,3 % — білих - 6,5 % — азіатів - 1,4 % — чорних або афроамериканців - 0,4 % — корінних американців - 4,4 % — осіб інших рас |

До двох чи більше рас належало 2,1 %. Частка іспаномовних становила 13,6 % від усіх жителів.
За віковим діапазоном населення розподілялося таким чином: 20,2 % — особи молодші 18 років, 62,1 % — особи у віці 18—64 років, 17,7 % — особи у віці 65 років та старші. Медіана віку мешканця становила 42,8 року. На 100 осіб жіночої статі у переписній місцевості припадало 87,9 чоловіків;  на 100 жінок у віці від 18 років та старших — 83,6 чоловіків також старших 18 років.
Середній дохід на одне домашнє господарство  становив 133 718 доларів США (медіана — 106 644), а середній дохід на одну сім'ю — 129 002 долари (медіана — 107 477). За межею бідності перебувало 4,1 % осіб, у тому числі 4,5 % дітей у віці до 18 років та 0,0 % осіб у віці 65 років та старших.
Цивільне працевлаштоване населення становило 1990 осіб. Основні галузі зайнятості: освіта, охорона здоров'я та соціальна допомога — 18,2 %, науковці, спеціалісти, менеджери — 16,3 %, оптова торгівля — 12,1 %, фінанси, страхування та нерухомість — 11,8 %.